# スペインヒョウモン
スペインヒョウモン (Issoria lathonia) は、チョウ目（鱗翅目）・アゲハチョウ上科・タテハチョウ科に分類されるチョウの一種。

## 分布
西ヨーロッパから北アフリカ、カナリア諸島、中国（南部）に分布する。

## 特徴
開長4cm。翅は黄橙色の地色に黒色斑が散在する。
開けた場所に生息する。スミレ科スミレ属を食草とする。

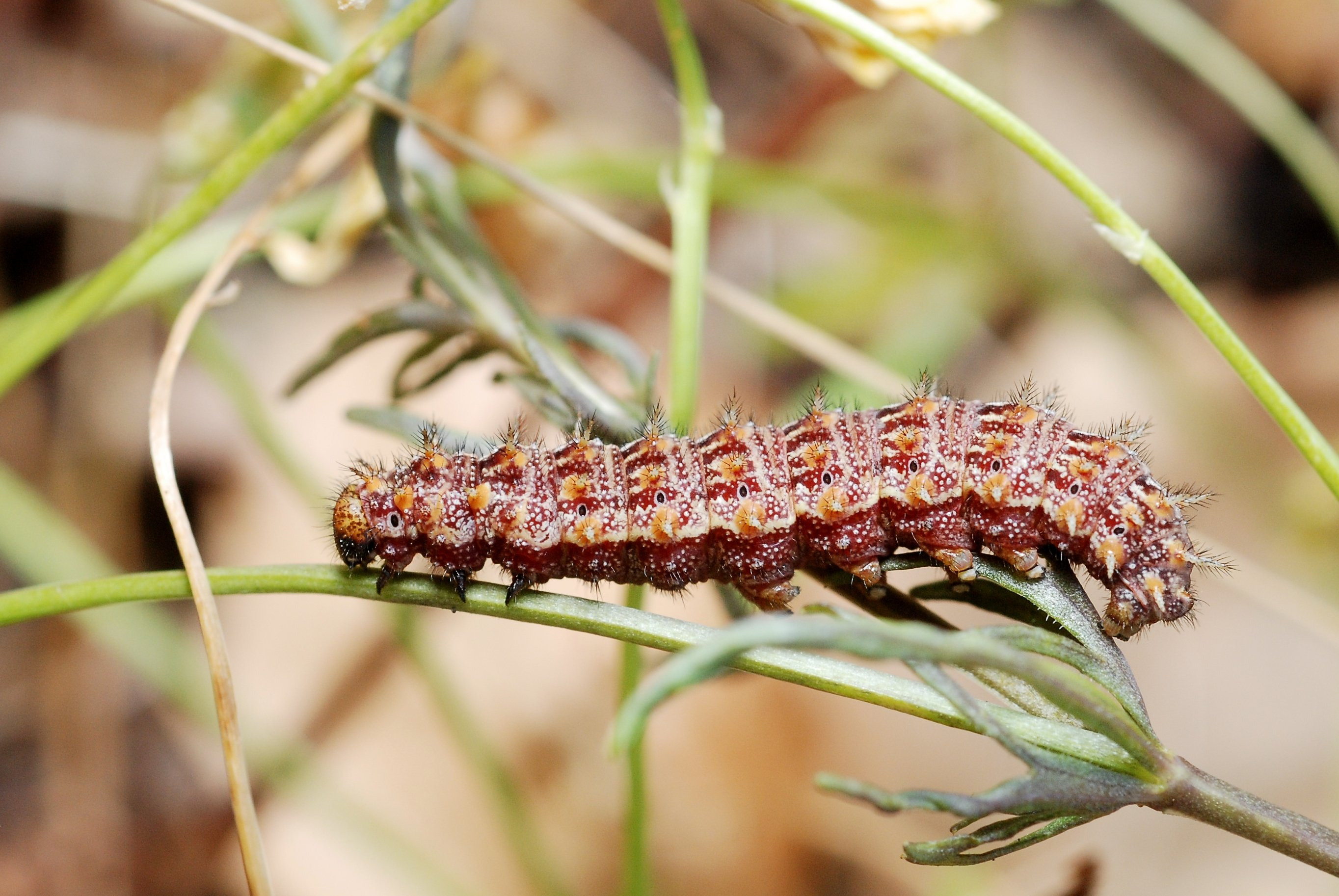
幼虫
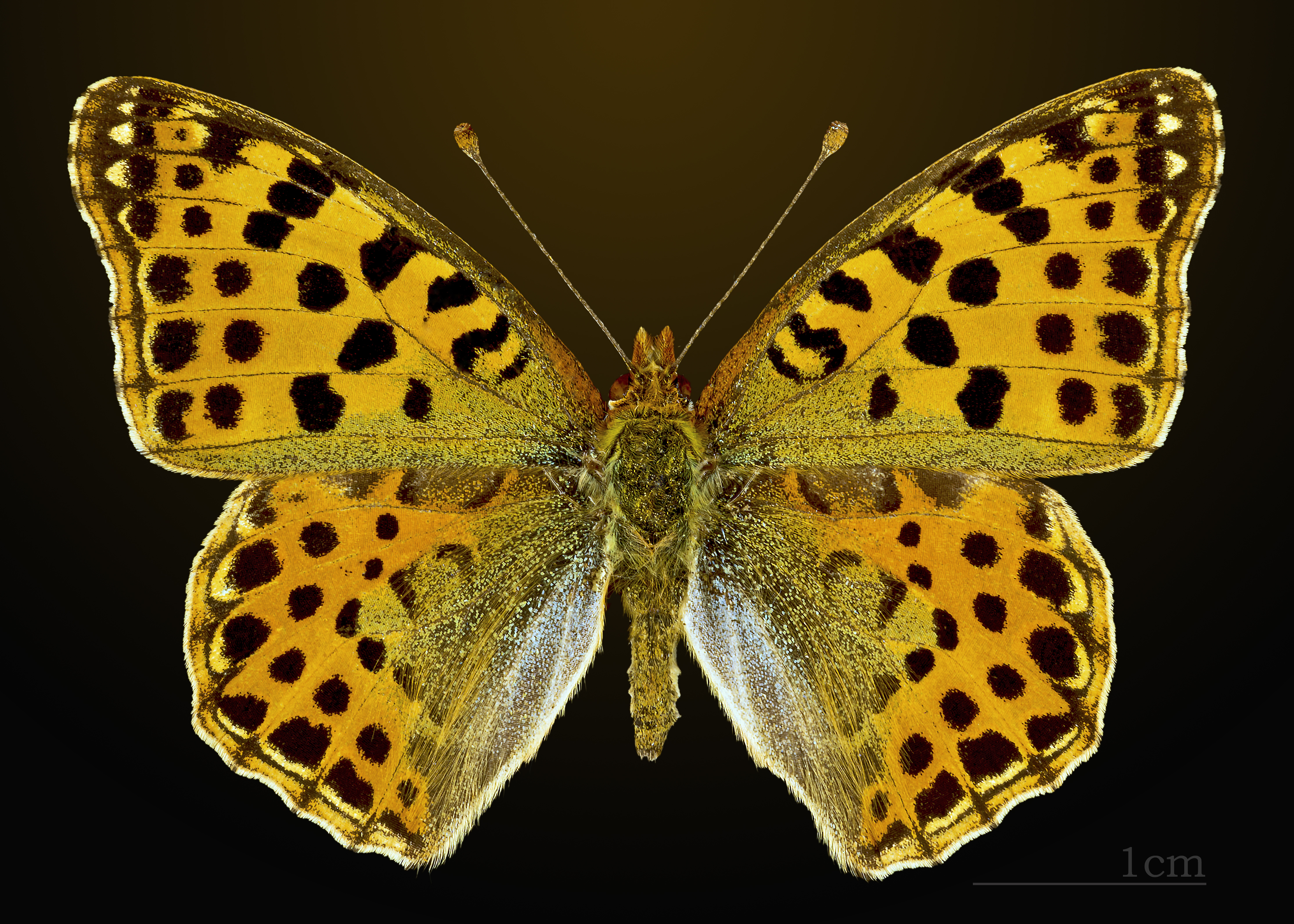
♂
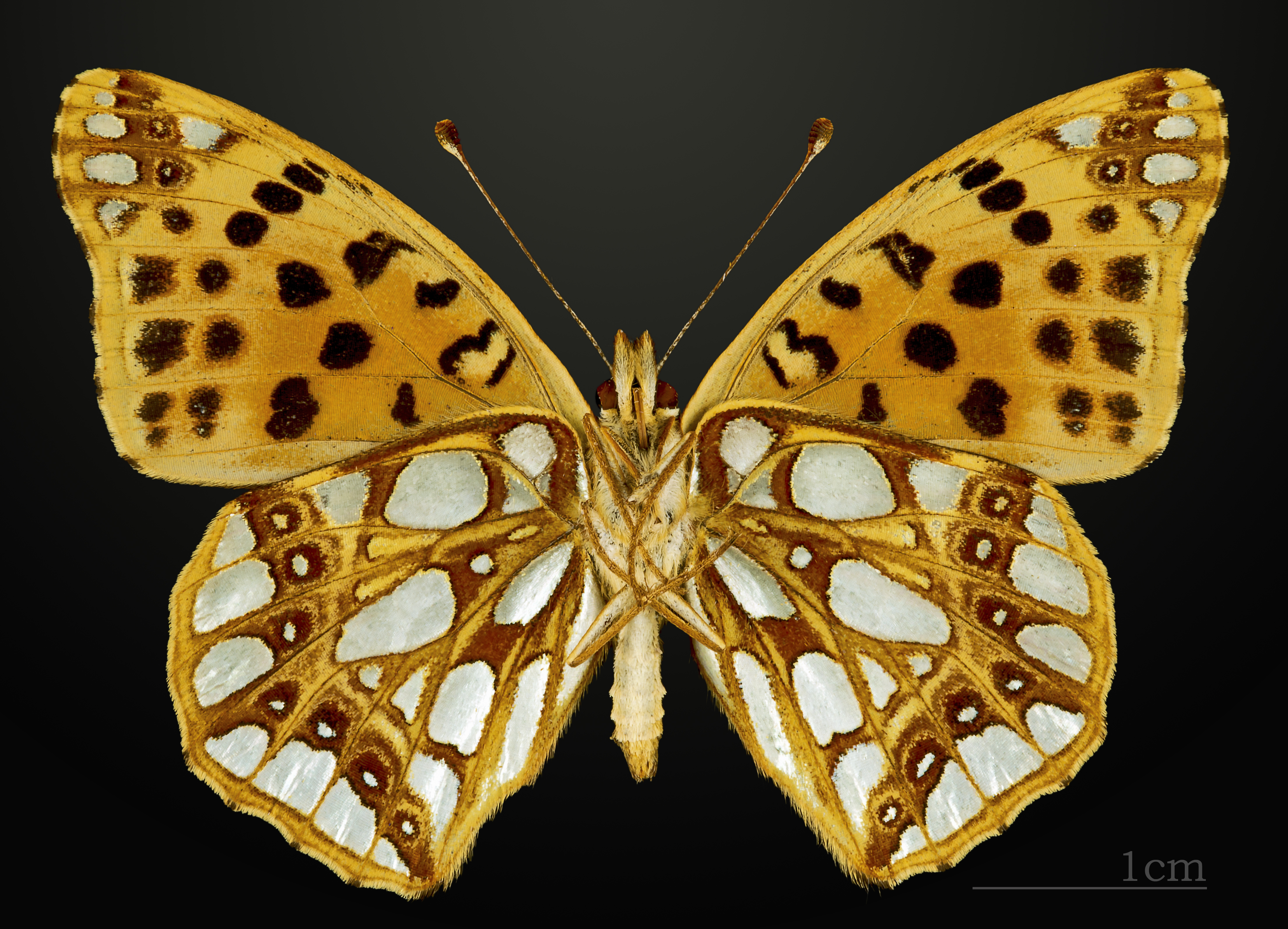
♂△
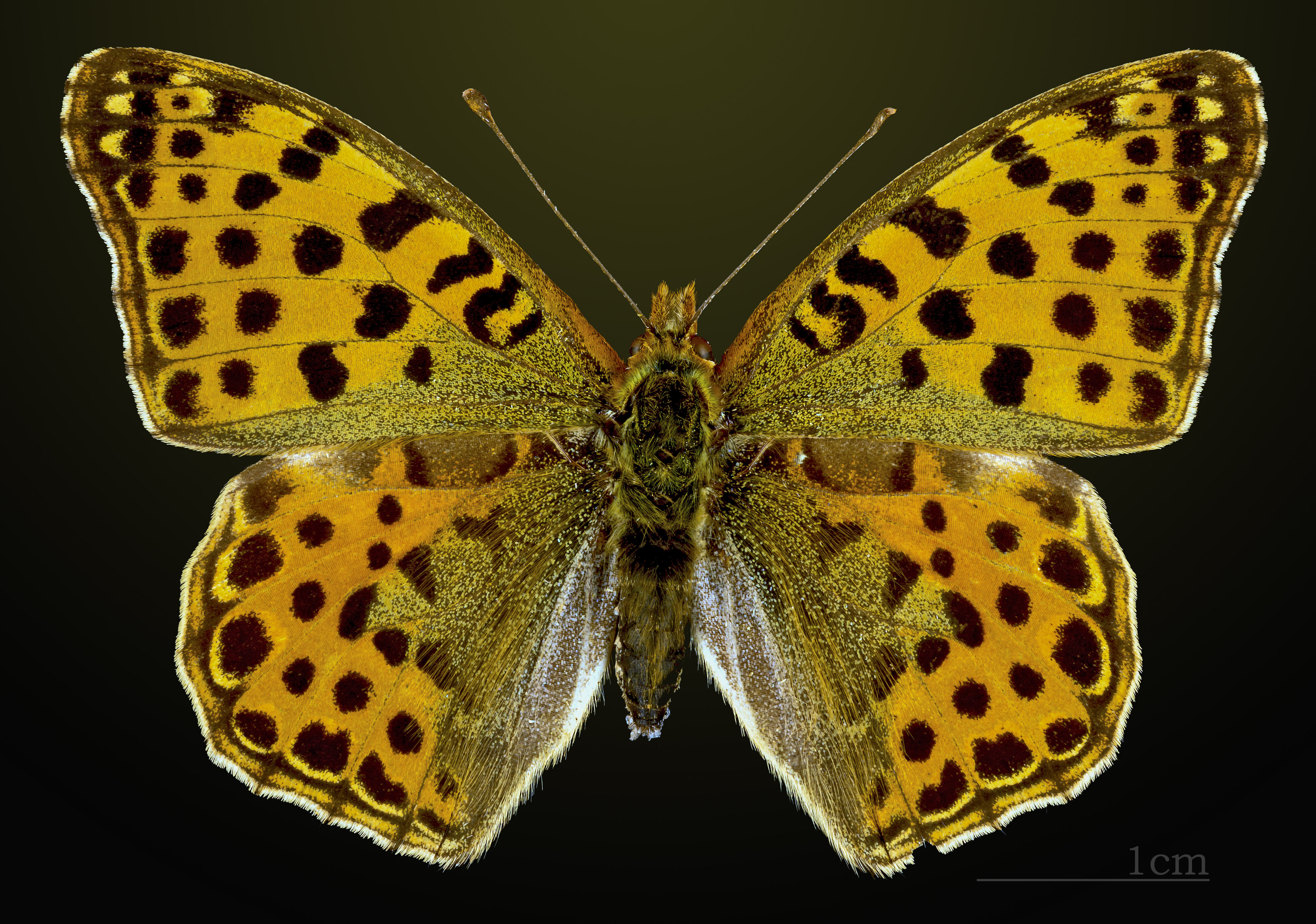
♀
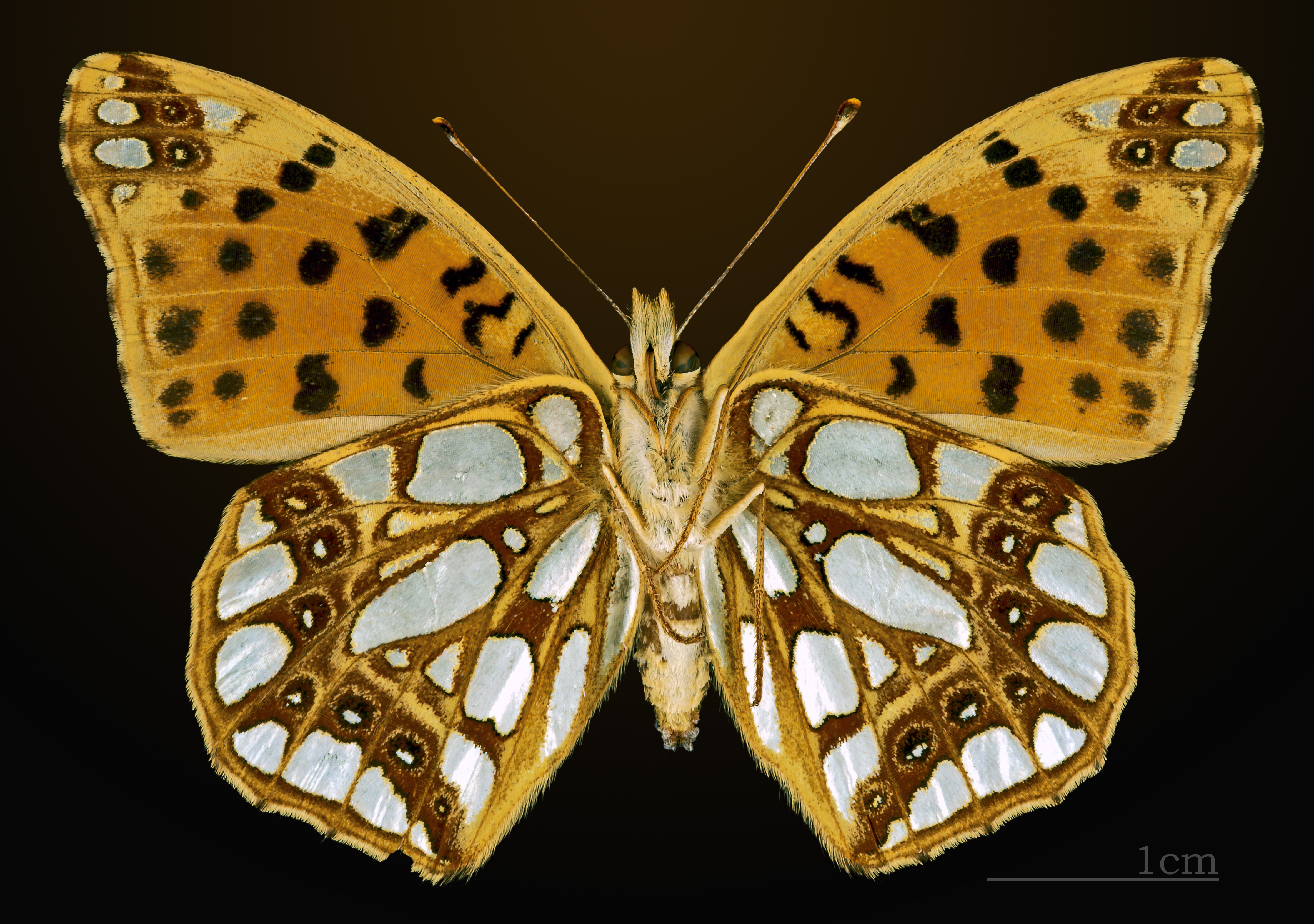
♀△